# Gare de La Madeleine (Nord)
Pour les articles homonymes, voir Gare de La Madeleine.
La gare de La Madeleine (Nord) est une gare ferroviaire française de la ligne de Lille aux Fontinettes, située sur le territoire de la commune de La Madeleine, dans le département du Nord en région Hauts-de-France. 
C'est une gare de la Société nationale des chemins de fer français (SNCF) desservie par des trains TER Hauts-de-France.

## Situation ferroviaire
Établie à 23 mètres d'altitude, la gare de bifurcation de La Madeleine (Nord) est située au point kilométrique (PK) 5,617 de la ligne de Lille aux Fontinettes, entre les gares ouvertes de Lille-Flandres et de Saint-André (Nord). Elle est l'origine de la ligne de La Madeleine à Comines-France, fermée en 2019, avant la gare de Marquette.

## Histoire

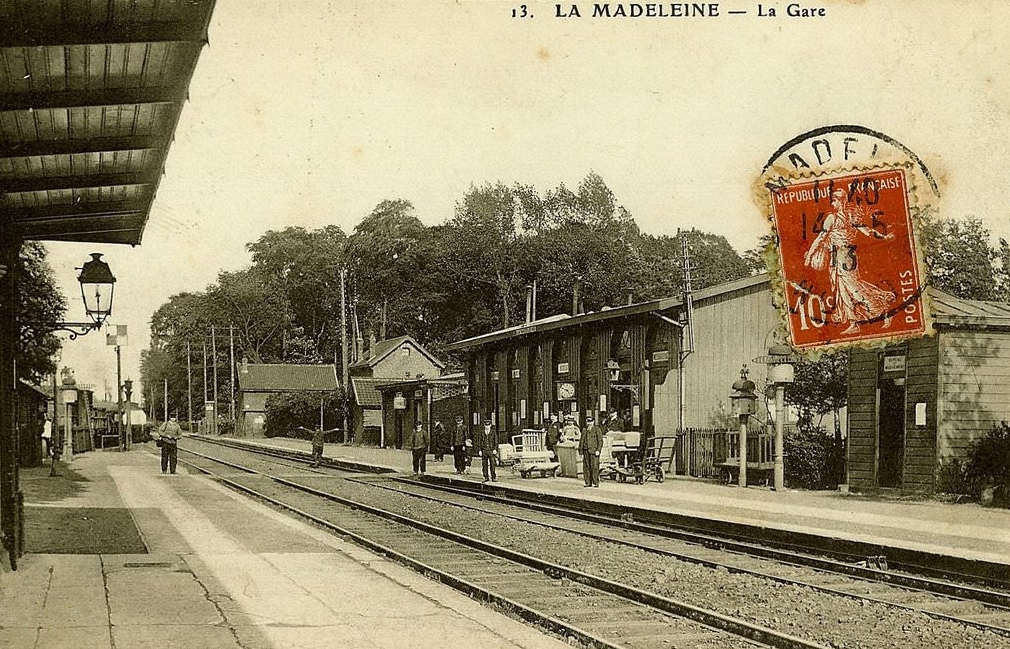
La gare, en 1913.

Deux cartes postales d'avant-guerre, montrent que la gare de La Madeleine était alors dotée d'un bâtiment provisoire en bois ainsi que de plusieurs annexes, également en bois. Une maison de garde-barrière et un autre petit bâtiment étaient quant à eux construits en brique.

## Service des voyageurs

### Accueil
Halte SNCF, elle dispose d'un bâtiment voyageurs, avec guichet, mais ne dispose pas de distributeur de titres de transport.

### Desserte
La halte est desservie par des trains régionaux TER Hauts-de-France de la ligne C70 qui effectuent des missions entre les gares de Lille-Flandres et d'Hazebrouck. Cette ligne circule du lundi au vendredi, aucun train ne dessert donc cette gare le week-end.

### Intermodalité

#### Bus
La gare est desservie par les lignes L5, L91, 86, 88 et Corolle 3 du réseau Ilévia.

#### Vélos
Une station V'Lille, disposant de 17 places se situe au croisement de la rue du Général de Gaulle et de l'allée du château.
Trois arceaux non surveillés pouvant accueillir six vélos sont également disponibles.

#### Voiture
Un parking pouvant accueillir une cinquantaine de véhicules se situe sur la place de la gare.

## Patrimoine ferroviaire

### Bâtiment voyageurs
Le premier bâtiment voyageurs, construit[Quand ?] en bois, était un bâtiment d'une largeur importante sous un toit à deux versants. Il comportait huit travées à arc en plein cintre.  
Le  bâtiment voyageurs actuel, construit[Quand ?] en remplacement du bâtiment en bois, est un bâtiment en briques, sans étage. De style influencé par l'art déco et le modernisme[réf. souhaitée], il possède de grandes fenêtres dans la salle des guichets et de très petites baies pour les locaux de service.
Le toit à faible pente est ceinturé d'un rebord donnant l'impression d'un toit plat. Le nom de la gare est inscrit en relief et un petit auvent, de style « paquebot »[réf. souhaitée] coiffe l'accès latéral menant aux quais.

### Environs de la gare
Au cours du XXe siècle[Quand ?], le passage à niveau près de la gare a disparu au profit d'un imposant pont routier à armature métallique. Sa construction est sans doute simultanée avec celle des faisceaux dévolus aux marchandises.
Une gare des marchandises bordait les quais des voyageurs et desservait les nombreuses industries voisines. Actuellement, en 2019, les bâtiments ont été démolis et les voies restantes sont désélectrifiées et à l'abandon.